# Lipscomb (Texas)
Lipscomb és una concentració de població designada pel cens dels Estats Units a l'estat de Texas. Segons el cens del 2000 tenia 44 habitants.

## Demografia
Segons el cens del 2000, Lipscomb tenia 44 habitants, 25 habitatges, i 14 famílies. La densitat de població era de 3,3 habitants/km².
Dels 25 habitatges en un 4% hi vivien nens de menys de 18 anys, en un 52% hi vivien parelles casades, en un 0% dones solteres, i en un 44% no eren unitats familiars. En el 44% dels habitatges hi vivien persones soles el 28% de les quals corresponia a persones de 65 anys o més que vivien soles. El nombre mitjà de persones vivint en cada habitatge era d'1,72 i el nombre mitjà de persones que vivien en cada família era de 2,29.
Per edats la població es repartia de la següent manera: un 4,5% tenia menys de 18 anys, un 6,8% entre 18 i 24, un 18,2% entre 25 i 44, un 34,1% de 45 a 60 i un 36,4% 65 anys o més.
L'edat mediana era de 58 anys. Per cada 100 dones de 18 o més anys hi havia 110 homes.
La renda mediana per habitatge era de 38.750 $ i la renda mediana per família de 58.125 $. Els homes tenien una renda mediana de 35.625 $ mentre que les dones 23.750 $. La renda per capita de la població era de 21.144 $. Aproximadament el 9,1% de les famílies i el 7,5% de la població estaven per davall del llindar de pobresa.

## Poblacions més properes
El següent diagrama mostra les poblacions més properes.